# Campeonato Mundial de Natación de 2007
El XII Campeonato Mundial de Natación se celebró en Melbourne (Australia) entre el 17 de marzo y el 1 de abril de 2007. Fue organizado por la Federación Internacional de Natación (FINA) y la Federación Australiana de Natación. Participaron un total de 2.195 atletas representantes de 173 federaciones nacionales.

## Instalaciones
Se realizaron competiciones de natación, natación sincronizada, saltos, natación en aguas abiertas y waterpolo. Las instalaciones utilizadas por deporte fueron:
- Rod Laver Arena: natación y natación sincronizada
- Melbourne Sports and Aquatic Centre: waterpolo y saltos
- Playa de St. Kilda: natación en aguas abiertas

## Resultados de natación

### Masculino
| Evento                           | Oro                                                                                  | Plata                                                                                             | Bronce                                                                                       |
| -------------------------------- | ------------------------------------------------------------------------------------ | ------------------------------------------------------------------------------------------------- | -------------------------------------------------------------------------------------------- |
| 50 m libre (31.03)               | Benjamin Wildman-Tobriner Estados Unidos 21,88 s                                     | Cullen Jones Estados Unidos 21,94 s                                                               | Stefan Nystrand · Suecia · 21,97 s                                                           |
| 100 m libre (29.03)              | Brent Hayden · Canadá · Filippo Magnini · Italia · 48,43                             |                                                                                                   | Eamon Sullivan Australia 48,47                                                               |
| 200 m libre (27.03)              | Michael Phelps Estados Unidos 1:43,86 (RM)                                           | Pieter van den Hoogenband · Países Bajos · 1:46,28                                                | Park Tae-Hwan Corea del Sur 1:46,73                                                          |
| 400 m libre (25.03)              | Park Tae-Hwan Corea del Sur 3:44,30                                                  | Grant Hackett Australia 3:45,43                                                                   | Yuri Prilukov · Rusia · 3:45,47                                                              |
| 800 m libre (28.03)              | Przemysław Stańczyk · Polonia · 7:47,91                                              | Craig Stevens Australia 7:48,67                                                                   | Federico Colbertaldo · Italia · 7:49,98                                                      |
| 1500 m libre (01.04)             | Mateusz Sawrymowicz · Polonia · 14:45,94                                             | Yuri Prilukov · Rusia · 14:47,29                                                                  | David Davies Reino Unido 14:51,21                                                            |
| 50 m espalda (01.04)             | Gerhard Zandberg Sudáfrica 24,98                                                     | Thomas Rupprath · Alemania · 25,20                                                                | Liam Tancock Reino Unido 25,23                                                               |
| 100 m espalda (27.03)            | Aaron Peirsol Estados Unidos 52,98 (RM)                                              | Ryan Lochte Estados Unidos 53,50                                                                  | Liam Tancock Reino Unido 53,61                                                               |
| 200 m espalda (30.03)            | Ryan Lochte Estados Unidos 1:54,32 (RM)                                              | Aaron Peirsol Estados Unidos 1:54,80                                                              | Markus Rogan · Austria · 1:56,02                                                             |
| 50 m braza (28.03)               | Oleg Lisogor · Ucrania · 27,66                                                       | Brendan Hansen Estados Unidos 27,69                                                               | Cameron van der Burgh Sudáfrica 27,88                                                        |
| 100 m braza (26.03)              | Brendan Hansen Estados Unidos 59,80                                                  | Kosuke Kitajima Japón 59,96                                                                       | Brenton Rickard Australia 1:00,58                                                            |
| 200 m braza (30.03)              | Kosuke Kitajima Japón 2:09,80                                                        | Brenton Rickard Australia 2:10,99                                                                 | Loris Facci · Italia · 2:11,03                                                               |
| 50 m mariposa (26.03)            | Roland Schoeman Sudáfrica 23,18                                                      | Ian Crocker Estados Unidos 23,47                                                                  | Jakob Andkjær Dinamarca 23,56                                                                |
| 100 m mariposa (31.03)           | Michael Phelps Estados Unidos 50,77                                                  | Ian Crocker Estados Unidos 50,82                                                                  | Albert Subirats · Venezuela · 51,82                                                          |
| 200 m mariposa (28.03)           | Michael Phelps Estados Unidos 1:52,09 (RM)                                           | Wu Peng China 1:55,13                                                                             | Nikolai Skvortsov · Rusia · 1:55,22                                                          |
| 200 m cuatro estilos (29.03)     | Michael Phelps Estados Unidos 1:54,98 (RM)                                           | Ryan Lochte Estados Unidos 1:56,19                                                                | László Cseh · Hungría · 1:56,92                                                              |
| 400 m cuatro estilos (01.04)     | Michael Phelps Estados Unidos 4:06,22 (RM)                                           | Ryan Lochte Estados Unidos 4:09,74                                                                | Luca Marin · Italia · 4:09,88                                                                |
| 4 × 100 m libre (25.03)          | Estados Unidos Michael Phelps Neil Walker Cullen Jones Jason Lezak 3:12,72           | Italia · Massimiliano Rosolino · Alessandro Calvi · Christian Galenda · Filippo Magnini · 3:14,04 | Francia Fabien Gillot Frédérick Bousquet Julien Sicot Alain Bernard 3:14,68                  |
| 4 × 200 m libre (30.03)          | Estados Unidos Michael Phelps Ryan Lochte Klete Keller Peter Vanderkaay 7:03,24 (RM) | Australia Patrick Murphy Andrew Mewing Grant Brits Kenrick Monk 7:10,05                           | Canadá · Brian Johns · Brent Hayden · Richard Say · Andrew Hurd · 7:10,70                    |
| 4 × 100 m cuatro estilos (01.04) | Australia Matt Welsh Brenton Rickard Andrew Lauterstein Eamon Sullivan 3:34,93       | Japón Tomomi Morita Kosuke Kitajima Takashi Yamamoto Daisuke Hosokawa 3:35,16                     | Rusia · Arkadi Viatchanin · Dmitri Komornikov · Nikolai Skvortsov · Evgeni Lagunov · 3:35,51 |

- RM – Récord mundial.

### Femenino
| Evento                           | Oro                                                                                | Plata                                                                              | Bronce                                                                                          |
| -------------------------------- | ---------------------------------------------------------------------------------- | ---------------------------------------------------------------------------------- | ----------------------------------------------------------------------------------------------- |
| 50 m libre (01.04)               | Lisbeth Lenton Australia 24,53                                                     | Therese Alshammar · Suecia · 24,62                                                 | Marleen Veldhuis · Países Bajos · 24,70                                                         |
| 100 m libre (30.03)              | Lisbeth Lenton Australia 53,40                                                     | Marleen Veldhuis · Países Bajos · 53,70                                            | Britta Steffen · Alemania · 53,74                                                               |
| 200 m libre (28.03)              | Laure Manaudou Francia 1:55,52 (RM)                                                | Annika Lurz · Alemania 1:55,68                                                     | Federica Pellegrini · Italia · 1:56,97                                                          |
| 400 m libre (25.03)              | Laure Manaudou Francia 4:02,61                                                     | Otylia Jędrzejczak · Polonia · 4:04,23                                             | Ai Shibata Japón 4:05,19                                                                        |
| 800 m libre (31.03)              | Kate Ziegler Estados Unidos 8:18,52                                                | Laure Manaudou Francia 8:18,80                                                     | Hayley Peirsol Estados Unidos 8:26,41                                                           |
| 1500 m libre (27.03)             | Kate Ziegler Estados Unidos 15:53,05                                               | Flavia Rigamonti · Suiza · 15:55,38                                                | Ai Shibata Japón 15:58,55                                                                       |
| 50 m espalda (29.03)             | Leila Vaziri Estados Unidos 28,16 (RM)                                             | Aliaxandra Herasimenia · Bielorrusia · 28,46                                       | Tayliah Zimmer Australia 28,50                                                                  |
| 100 m espalda (27.03)            | Natalie Coughlin Estados Unidos 59,44 (RM)                                         | Laure Manaudou Francia 59,87                                                       | Reiko Nakamura Japón 1:00,40                                                                    |
| 200 m espalda (31.03)            | Margaret Hoelzer Estados Unidos 2:07,16                                            | Kirsty Coventry Zimbabue 2:07,54                                                   | Reiko Nakamura Japón 2:08,54                                                                    |
| 50 m braza (01.04)               | Jessica Hardy Estados Unidos 30,63                                                 | Leisel Jones Australia 30,70                                                       | Tara Kirk Estados Unidos 31,05                                                                  |
| 100 m braza (27.03)              | Leisel Jones Australia 1:05,72                                                     | Tara Kirk Estados Unidos 1:06,34                                                   | Anna Jlistunova · Ucrania · 1:07,27                                                             |
| 200 m braza (30.03)              | Leisel Jones Australia 2:21,84                                                     | Kirsty Balfour Reino Unido Megan Jendrick Estados Unidos 2:25,94                   |                                                                                                 |
| 50 m mariposa (31.01)            | Therese Alshammar · Suecia · 25,91                                                 | Danni Miatke Australia 26,05                                                       | Inge Dekker · Países Bajos · 26,11                                                              |
| 100 m mariposa (26.03)           | Lisbeth Lenton Australia 57,15                                                     | Jessicah Schipper Australia 57,24                                                  | Natalie Coughlin Estados Unidos 57,34                                                           |
| 200 m mariposa (29.03)           | Jessicah Schipper Australia 2:06,39                                                | Kimberly Vandenberg Estados Unidos 2:06,71                                         | Otylia Jędrzejczak · Polonia · 2:06,90                                                          |
| 200 m cuatro estilos (26.03)     | Kathryn Hoff Estados Unidos 2:10,13                                                | Kirsty Coventry Zimbabue 2:10,76                                                   | Stephanie Rice Australia 2:11,42                                                                |
| 400 m cuatro estilos (01.04)     | Katie Hoff Estados Unidos 4:32,89 (RM)                                             | Yana Martinova · Rusia · 4:40,14                                                   | Stephanie Rice Australia 4:41,19                                                                |
| 4 × 100 m libre (25.03)          | Australia Lisbeth Lenton Melanie Schlanger Shayne Reese Jodie Henry 3:35,48        | Estados Unidos Natalie Coughlin Lacey Nymeyer Amanda Weir Kara Lynn Joyce 3:35,68  | Países Bajos · Inge Dekker · Ranomi Kromowidjojo · Femke Heemskerk · Marleen Veldhuis · 3:36,81 |
| 4 × 200 m libre (29.03)          | Estados Unidos Natalie Coughlin Dana Vollmer Lacey Nymeyer Katie Hoff 7:50,09 (RM) | Alemania · Meike Freitag · Britta Steffen · Petra Dallmann · Annika Lurz · 7:53,82 | Francia Alena Popchanka Sophie Huber Aurore Mongel Laure Manaudou 7:55,96                       |
| 4 × 100 m cuatro estilos (31.03) | Australia Emily Seebohm Leisel Jones Jessicah Schipper Lisbeth Lenton 3:55,74 (RM) | Estados Unidos Natalie Coughlin Tara Kirk Rachel Komisarz Lacey Nymeyer 3:58,31    | China Xu Tianlongzi Luo Nan Zhou Yafei Xu Yanwei 4:01,97                                        |

- RM – Récord mundial.

### Medallero
| Núm. | País           | Oro | Plata | Bronce | Total |
| ---- | -------------- | --- | ----- | ------ | ----- |
| 1    | Estados Unidos | 20  | 13    | 3      | 36    |
| 2    | Australia      | 9   | 7     | 5      | 21    |
| 3    | Francia        | 2   | 2     | 2      | 6     |
| 4    | Polonia        | 2   | 1     | 1      | 4     |
| 5    | Sudáfrica      | 2   | 0     | 1      | 3     |
| 6    | Japón          | 1   | 2     | 4      | 7     |
| 7    | Italia         | 1   | 1     | 4      | 6     |
| 8    | Suecia         | 1   | 1     | 1      | 3     |
| 9    | Canadá         | 1   | 0     | 1      | 2     |
| 9    | Corea del Sur  | 1   | 0     | 1      | 2     |
| 9    | Ucrania        | 1   | 0     | 1      | 2     |
| 12   | Alemania       | 0   | 3     | 1      | 4     |
| 13   | Países Bajos   | 0   | 2     | 3      | 5     |
| 13   | Rusia          | 0   | 2     | 3      | 5     |
| 15   | Zimbabue       | 0   | 2     | 0      | 2     |
| 16   | Reino Unido    | 0   | 1     | 3      | 4     |
| 17   | China          | 0   | 1     | 1      | 2     |
| 18   | Bielorrusia    | 0   | 1     | 0      | 1     |
| 18   | Suiza          | 0   | 1     | 0      | 1     |
| 20   | Austria        | 0   | 0     | 1      | 1     |
| 20   | Dinamarca      | 0   | 0     | 1      | 1     |
| 20   | Hungría        | 0   | 0     | 1      | 1     |
| 20   | Venezuela      | 0   | 0     | 1      | 1     |
|      | TOTAL          | 41  | 40    | 39     | 120   |

## Resultados de saltos

### Masculino
| Evento                          | Oro                            | Plata                                                 | Bronce                                                 |
| ------------------------------- | ------------------------------ | ----------------------------------------------------- | ------------------------------------------------------ |
| Trampolín 1 m (21.03)           | Luo Yutong China 477,40 pts.   | He Chong China 469,85 pts.                            | Christopher Sacchin · Italia · 441,40 pts.             |
| Trampolín 3 m (23.03)           | Qin Kai China 545,35           | Alexandre Despatie · Canadá · 518,65                  | Dmitri Sautin · Rusia · 517,70                         |
| Plataforma 10 m (25.03)         | Gleb Galperin · Rusia · 554,70 | Zhou Luxin China 519,15                               | Lin Yue China 513,70                                   |
| Trampolín 3 m sincro. (19.03)   | Qin Kai Wang Feng China 458,76 | Alexandre Despatie · Arturo Miranda · Canadá · 418,92 | Tobias Schellenberg · Andreas Wels · Alemania · 414,54 |
| Plataforma 10 m sincro. (26.03) | Huo Liang Lin Yue China 489,48 | Dmitri Dobroskok · Gleb Galperin · Rusia · 467,16     | David Boudia Thomas Finchum Estados Unidos 463,56      |

### Femenino
| Evento                          | Oro                                 | Plata                                             | Bronce                                             |
| ------------------------------- | ----------------------------------- | ------------------------------------------------- | -------------------------------------------------- |
| Trampolín 1 m (23.03)           | He Zi China 316,65                  | Blythe Hartley · Canadá · 311,20                  | Yulia Pajalina · Rusia · 304,60                    |
| Trampolín 3 m (25.03)           | Guo Jingjing China 381,75           | Wu Minxia China 368,80                            | Tania Cagnotto · Italia · 341,70                   |
| Plataforma 10 m (21.03)         | Wang Xin China 432,85               | Chen Ruolin China 410,30                          | Christin Steuer · Alemania · 386,85                |
| Trampolín 3 m sincro. (26.03)   | Wu Minxia Guo Jingjing China 355,80 | Ditte Kotzian · Heike Fischer · Alemania · 318,45 | Sharleen Stratton Briony Cole Australia 313,14     |
| Plataforma 10 m sincro. (19.03) | Jia Tong Chen Ruolin China 361,32   | Briony Cole Melissa Wu Australia 324,00           | Annett Gamm · Nora Subschinski · Alemania · 306,63 |

### Medallero
| Núm. | País           | Oro | Plata | Bronce | Total |
| ---- | -------------- | --- | ----- | ------ | ----- |
| 1    | China          | 9   | 4     | 1      | 14    |
| 2    | Rusia          | 1   | 1     | 2      | 3     |
| 3    | Canadá         | 0   | 3     | 0      | 3     |
| 4    | Alemania       | 0   | 1     | 3      | 4     |
| 5    | Australia      | 0   | 1     | 1      | 2     |
| 6    | Italia         | 0   | 0     | 2      | 2     |
| 7    | Estados Unidos | 0   | 0     | 1      | 1     |
|      | TOTAL          | 10  | 10    | 10     | 30    |

## Resultados de natación en aguas abiertas

### Masculino
| Evento        | Oro                                    | Plata                                  | Bronce                                |
| ------------- | -------------------------------------- | -------------------------------------- | ------------------------------------- |
| 5 km (18.03)  | Thomas Lurz · Alemania · 56:49,6       | Evgeni Drattsev · Rusia · 56:50,7      | Spyridon Yanniotis · Grecia · 56:56,6 |
| 10 km (21.03) | Vladimir Diatchin · Rusia · 1:55:32,52 | Thomas Lurz · Alemania · 1:55:32,58    | Evgeni Drattsev · Rusia · 1:55:32,31  |
| 25 km (25.03) | Yuri Kudinov · Rusia · 5:16:45,55      | Marco Formentini · Italia · 5:18:36,80 | Mohamed Zanaty · Egipto · 5:19:23,23  |

### Femenino
| Evento        | Oro                                   | Plata                                      | Bronce                                    |
| ------------- | ------------------------------------- | ------------------------------------------ | ----------------------------------------- |
| 5 km (18.03)  | Larisa Ilchenko · Rusia · 1:00:41,3   | Ekaterina Seliverstova · Rusia · 1:00:43,6 | Kate Brookes-Peterson Australia 1:00:47,6 |
| 10 km (20.03) | Larisa Ilchenko · Rusia · 2:03:57,9   | Cassandra Patten Reino Unido 2:03:58,9     | Kate Brookes-Peterson Australia 2:03:59,5 |
| 25 km (24.03) | Britta Comrau · Alemania · 5:37:11,66 | Kalyn Keller Estados Unidos 5:39:39,62     | Xenia Popova · Rusia · 5:39:51,51         |

### Medallero
| Núm. | País           | Oro | Plata | Bronce | Total |
| ---- | -------------- | --- | ----- | ------ | ----- |
| 1    | Rusia          | 4   | 2     | 2      | 8     |
| 2    | Alemania       | 2   | 1     | 0      | 3     |
| 3    | Estados Unidos | 0   | 1     | 0      | 1     |
| 3    | Italia         | 0   | 1     | 0      | 1     |
| 3    | Reino Unido    | 0   | 1     | 0      | 1     |
| 6    | Australia      | 0   | 0     | 2      | 2     |
| 7    | Egipto         | 0   | 0     | 1      | 1     |
| 7    | Grecia         | 0   | 0     | 1      | 1     |
|      | TOTAL          | 6   | 6     | 6      | 18    |

## Resultados de natación sincronizada
| Evento                        | Oro | Plata | Bronce |
| ----------------------------- | --- | --- | --- |
| Solo rutina técnica (19.03)   | Natalia Ishchenko · Rusia · 99,000 pts. | Gemma Mengual · España · 98,000 pts. | Saho Harada Japón 96,833 pts. |
| Solo prueba libre (22.03)     | Virginie Dedieu Francia 99,500 | Natalia Ishchenko · Rusia · 98,500 | Gemma Mengual · España · 98,000 |
| Dúo rutina técnica (20.03)    | Anastasia Davidova · Anastasia Ermakova · Rusia · 98,833 | Gemma Mengual · Paola Tirados · España · 97,500 | Saho Harada Emiko Suzuki Japón 97,167 |
| Dúo prueba libre (23.03)      | Anastasia Davidova · Anastasia Ermakova · Rusia · 99,333 | Gemma Mengual · Paola Tirados · España · 97,667 | Ayako Matsumura Emiko Suzuki Japón 97,333 |
| Equipo rutina técnica (21.03) | Maria Gromova · Natalia Ishchenko · Elvira Jasianova · Olga Kuzhela · Anna Nasekina · Yelena Ovchinnikova · Svetlana Romashina · Anna Shorina · Rusia · 99,000                                           | Naoko Kawashima Chisa Kobayashi Hiromi Kobayashi Erika Komura Ayako Matsumura Emiko Suzuki Erina Suzuki Masako Tachibana Japón 98,833                    | Alba Cabello · Ona Carbonell · Andrea Fuentes · Tina Fuentes · Gemma Mengual · Gisela Morón · Irina Rodríguez · Paola Tirados · España · 97,167    |
| Equipo prueba libre (24.03)   | Maria Gromova · Natalia Ishchenko · Elvira Jasianova · Olga Kuzhela · Anna Nasekina · Yelena Ovchinnikova · Svetlana Romashina · Anna Shorina · Rusia · 99,000                                           | Andrea Fuentes · Tina Fuentes · Thais Henríquez · Gemma Mengual · Gisela Morón · Irina Rodríguez · Paola Tirados · Cristina Violán · España · 98,500     | Saho Harada Naoko Kawashima Hiromi Kobayashi Erika Komura Takako Konishi Ayako Matsumura Emiko Suzuki Masako Tachibana Japón 97,344                |
| Combinación libre (18.03)     | Anastasia Davidova · Anastasia Ermakova · Maria Gromova · Natalia Ishchenko · Elvira Jasianova · Olga Kuzhela · Anna Nasekina · Yelena Ovchinnikova · Svetlana Romashina · Anna Shorina · Rusia · 99,000 | Ai Aoki Saho Harada Naoko Kawashima Hiromi Kobayashi Erika Komura Takako Konishi Ayako Matsumura Emiko Suzuki Erina Suzuki Masako Tachibana Japón 97,833 | Brooke Abel Janet Culp Kate Hooven Christina Jones Becky Kim Meghan Kinney Andrea Nott Annabelle Orme Jill Penner Kim Probst Estados Unidos 96,500 |

### Medallero
| Núm. | País           | Oro | Plata | Bronce | Total |
| ---- | -------------- | --- | ----- | ------ | ----- |
| 1    | Rusia          | 6   | 1     | 0      | 7     |
| 2    | Francia        | 1   | 0     | 0      | 1     |
| 3    | España         | 0   | 4     | 2      | 6     |
| 4    | Japón          | 0   | 2     | 4      | 6     |
| 5    | Estados Unidos | 0   | 0     | 1      | 1     |
|      | TOTAL          | 7   | 7     | 7      | 21    |

## Resultados de waterpolo
- Resultados del torneo masculino
- Resultados del torneo femenino

| Evento    | Oro            | Plata     | Bronce   |
| --------- | -------------- | --------- | -------- |
| Masculino | Croacia ·      | Hungría · | España · |
| Femenino  | Estados Unidos | Australia | Rusia ·  |

## Medallero total
| Núm. | País           | Oro | Plata | Bronce | Total |
| ---- | -------------- | --- | ----- | ------ | ----- |
| 1    | Estados Unidos | 21  | 14    | 5      | 40    |
| 2    | Rusia          | 11  | 6     | 8      | 25    |
| 3    | Australia      | 9   | 9     | 8      | 26    |
| 4    | China          | 9   | 5     | 2      | 16    |
| 5    | Francia        | 3   | 2     | 2      | 7     |
| 6    | Alemania       | 2   | 5     | 4      | 11    |
| 7    | Polonia        | 2   | 1     | 1      | 4     |
| 8    | Sudáfrica      | 2   | 0     | 1      | 3     |
| 9    | Japón          | 1   | 4     | 8      | 13    |
| 10   | Canadá         | 1   | 3     | 1      | 5     |
| 11   | Italia         | 1   | 2     | 6      | 9     |
| 12   | Suecia         | 1   | 1     | 1      | 3     |
| 13   | Corea del Sur  | 1   | 0     | 1      | 2     |
| 13   | Ucrania        | 1   | 0     | 1      | 2     |
| 15   | Croacia        | 1   | 0     | 0      | 1     |
| 16   | España         | 0   | 4     | 3      | 7     |
| 17   | Países Bajos   | 0   | 2     | 3      | 5     |
| 17   | Reino Unido    | 0   | 2     | 3      | 5     |
| 19   | Zimbabue       | 0   | 2     | 0      | 2     |
| 20   | Hungría        | 0   | 1     | 1      | 2     |
| 21   | Bielorrusia    | 0   | 1     | 0      | 1     |
| 21   | Suiza          | 0   | 1     | 0      | 1     |
| 23   | Austria        | 0   | 0     | 1      | 1     |
| 23   | Dinamarca      | 0   | 0     | 1      | 1     |
| 23   | Grecia         | 0   | 0     | 1      | 1     |
| 23   | Egipto         | 0   | 0     | 1      | 1     |
| 23   | Venezuela      | 0   | 0     | 1      | 1     |
|      | TOTAL          | 66  | 65    | 64     | 195   |

## Casos de dopaje
Al tunecino Oussama Mellouili, medalla de oro en 800 m y de plata en 400 m, la FINA tras estudiar el caso de dopaje por anfetaminas decidió el 11 de septiembre del mismo año la suspensión del nadador por 18 meses y la anulación de sus resultados del año en cuestión, medallas incluidas.